# Kanzel (Bichl)

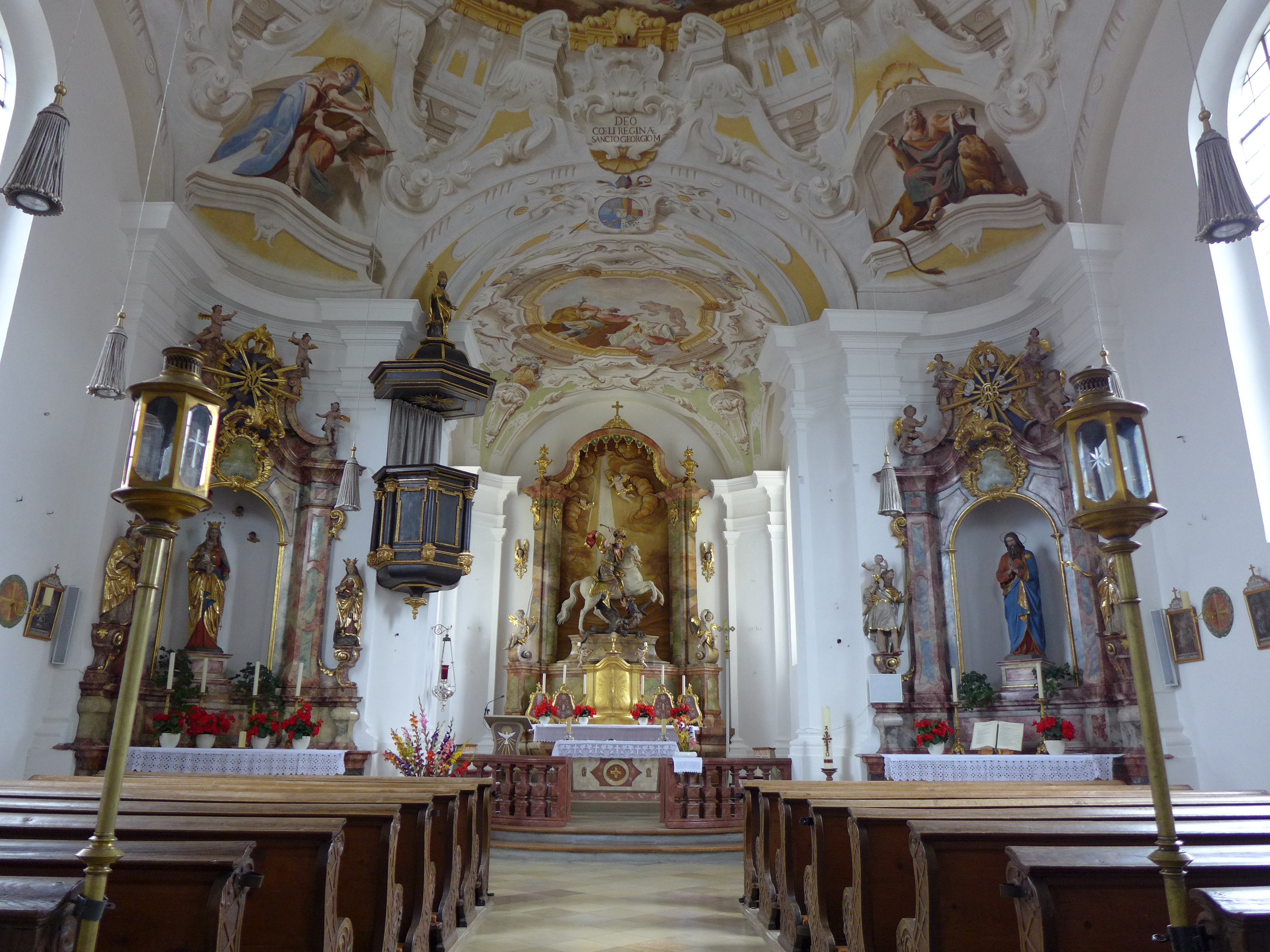
Kanzel in Bichl

Die Kanzel in der katholischen Pfarrkirche St. Georg in Bichl, einer Gemeinde im oberbayerischen Landkreis Bad Tölz-Wolfratshausen, wurde Ende des 17. Jahrhunderts geschaffen. Die Kanzel ist ein Teil der als Baudenkmal geschützten Kirchenausstattung.
Die hölzerne Kanzel im Stil des Barocks besitzt einen sechseckigen Kanzelkorb, der nur mit Säulen geschmückt ist. Auf dem Schalldeckel thront die Figur des Papstes Silvester I., an der Unterseite ist die Heiliggeisttaube zu sehen.